# سرمایه‌گذاری راسل
سرمایه‌گذاری راسل، (انگلیسی: Russell Investments) شرکت سرمایه‌گذاری آمریکایی است، که در سال ۱۹۳۶ تأسیس شد.